# ستيف إليس (كاتب أغاني)
ستيف إليس (بالإنجليزية: Steve Ellis)‏ هو كاتب أغاني بريطاني، ولد في 7 أبريل 1950 في Edgware ‏ في المملكة المتحدة.

## وصلات خارجية
- ستيف إليس على موقع IMDb (الإنجليزية)
- ستيف إليس على موقع ميوزك برينز (الإنجليزية)
- ستيف إليس على موقع ديسكوغز (الإنجليزية)